# Pulverturm (Wiedenbrück)

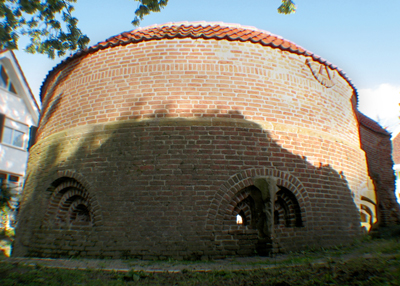
Pulverturm Wiedenbrück, Außenansicht

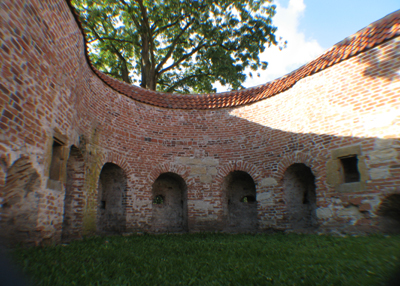
Innenansicht Pulverturm Wiedenbrück

Der Pulverturm ist das älteste weltliche Bauwerk der Stadt Rheda-Wiedenbrück, Kreis Gütersloh.
Die Stadt Wiedenbrück war im Mittelalter mit einer Stadtmauer und einem vorgelagerten Zwinger umgeben. Der Pulverturm im Ortsteil Wiedenbrück ist der letzte sichtbare Rest dieser ehemaligen Stadtbefestigung. Es ist ein halbrunder Schalenturm aus Backstein mit niedrigen Hosenscharten, der mit Hilfe von Hakenbüchsen verteidigt werden konnte. Er stammt wohl aus dem 15. oder frühen 16. Jahrhundert. Nach neueren Erkenntnissen ist die überlieferte Bezeichnung „Pulverturm“ falsch, da der Turm wegen seiner Lage nie zur Aufbewahrung von Schießpulver gedient hat.
Der Turm steht direkt am Emsufer, ist jedoch heute wegen des zu dichten Baumbestandes von dort nicht mehr sichtbar. Vom Mühlenwall aus kann das offene Halbrund des Turmes betreten und der Turm auf einem schmalen Pfad umrundet werden.
Nach der Einführung der Feuerwaffen wurde die im 13. Jahrhundert errichtete Zwingermauer Anfang des 16. Jahrhunderts durch halbrunde Türme verstärkt, die die Verteidigung mit Hakenbüchsen ermöglichte. Vermutlich wurden die Türme im Abstand von etwa 80 Metern errichtet.
Die Frontmauer des Turms ist in der Mitte der Rundung zwei Meter stark. In der Innenseite sind fünf je einen Meter tiefe Schießnischen eingelassen, die mit von außen stufenförmig abgetreppten Schießscharten zur Verwendung von Feuerwaffen versehen sind. Vier Scharten sind Hosenscharten, die in der Mitte einen Zwickel haben. Ursprünglich lag der Innenboden des Turms 40 Zentimeter tiefer. Auch war der Turm rund doppelt so hoch wie heute. Es wird vermutet, dass er ein steiles Ziegeldach hatte und dass eine Holzzwischendecke das Schießen aus dem Obergeschoss ermöglichte.
Im oberen, äußeren Bereich des Turms ist unter der oberen Kante die gemauerte Hälfte des Wiedenbrücker Wappens, eines sechsspeichigen Rads, zu erkennen.
1713 verpachtete die Stadt Wiedenbrück den damals Dwenger genannten Turm an den Hofherren Constantin Tecklenborg mit der Auflage, den Turm in Verteidigungsbereitschaft zu halten. Im 19. Jahrhundert gelangte der Turm dann mutmaßlich in das Eigentum der Familie Tecklenborg. Seit etwa 1920 hatte sich die Bezeichnung Pulverturm eingebürgert.
Im Zweiten Weltkrieg befand sich am westlichen Emsufer eine Luftwaffen-Funkstelle, die 1945 durch eine große Sprengladung zerstört wurde. Durch die Explosion stürzten auch das Dach und Mauerteile des Pulverturms ein, so dass das Gebäude nicht mehr benutzt werden konnte. 1980 sanierte die Stadt auf Betreiben einer Bürgerinitiative die Ruine.
Koordinaten: 51° 50′ 4,8″ N, 8° 18′ 30,6″ O